# Luis Fonsi
Luis Fonsi, születési nevén Luis Alfonso Rodríguez López-Cepero (San Juan, 1978. április 15. –) Puerto Ricó-i énekes, dalszövegíró és színész. Legismertebb dala a Despacito.

## Gyermekkora
Fonsi 1978. április 15-én született Puerto Rico fővárosában, San Juanban. A legidősebb gyerek volt a családban. Három fiatalabb testvére van, Jean Rodríguez, aki szintén énekes, Tatiana Rodríguez és Ramon do Salotti.
Már fiatalon érdeklődött a zene iránt, először a San Juan-i Gyermekkórushoz csatlakozott. Miután az Amerikai Egyesült Államokba költözött, közreműködött a "Big Guys" nevű iskolai bandában, és számos helyi fesztiválon és iskolai rendezvényen léptek fel.
1995-ben beiratkozott a Floridai Állami Egyetemre és csatlakozott az iskola kórusához.

## Karrier
1998-ban jelent meg a debütáló albuma, a Comenzaré, a Billboard listáján a 11. helyezést érte el a Latin Albumok közt. Ezután vált ismertté a latin-amerikai térségben. 2000-ben jelent meg a második albuma, az Eterno, valamint ebben az évben működött közre Christina Aguilera Mi reflejo albumában.
2002-ben Britney Spears Dream Within a Dream turnéjában volt nyitó előadó.
Az ötödik albuma, az Abrazar la vida jó eladásokkal rendelkezett, mely már az európai piacon is megjelent. A "¿Quién Te Dijo Eso?" című száma első helyezést ért el a Latin Billboard listáján.
2004-ben Emma Buntonnal, a Spice Girls egyik énekesének albumában vállalt duettet. A hatodik albuma a Paso a Paso volt. A Nada Es Para Siempre című számát jelölték a Latin Grammy-díjra. A hetedik albuma, a Palabras del Silencio több hétig az első helyezett volt a zenei listákon. Először a Billboard Hot 100-as listára 2008 szeptemberében került fel a No Me Doy por Vencido című számával.
2009-ben elnyerte a Latin Grammy-díjat az Aquí Estoy Yo című számával. 2009. december 11-én fellépett Oslóban, a Nobel-békedíj átadásán, ahol Barack Obamát tüntették ki.
2017 januárjában jelent meg a Despacito című száma Daddy Yankee közreműködésével a YouTube-on. 2017 áprilisában készült el egy angol nyelvű remix, a kanadai származású énekessel, Justin Bieberrel. A szám 2017. június 17-én érte el a 2 milliárd megtekintést. 2017 augusztusában átlépte a 3 milliárd megtekintést és a YouTube legnézettebb videója lett. Majdnem egy évvel később, 2018 júliusában a megtekintések száma már 5 milliárd felett volt.

## Színészi karrier
2004-ben szerepelt egy mexikói telenovellában, a Corazones al límitében , amiben Royt alakította. Valamint szerepelt a Taina című televíziós sorozatban, mely a Nickelodeonon jelent meg.

## Magánélete
2006. június 3-án feleségül vette Adamari López színésznőt, majd 2010. november 8-án hivatalosan elváltak. 2014. szeptember 10-én összeházasodott Águeda López spanyol modellel, két közös gyerekük van.

## Diszkográfia

### Stúdióalbumok
- Comenzaré (1998)
- Eterno (2000)
- Amor Secreto (2002)
- Abrazar la vida (2003)
- Paso a Paso (2005)
- Palabras del Silencio (2008)
- Tierra Firme (2011)
- 8 (2014)
- Vida (2019)

### Turnék
- Comenzaré Tour (1998–99)
- Eterno Tour (2000–01)
- Amor Secreto Tour (2002)
- Abrazar la vida Tour (2003–04)
- Paso a Paso Tour (2005–06)
- Palabras del Silencio Tour (2009–10)
- Tierra Firme Tour (2011–13)
- Somos Uno Tour (2014–15)
- Love + Dance World Tour (2017–18)